# Замкнене коло (фільм, 2009)
«Замкнене коло» (фр. Le Premier cercle, букв. «Перше коло») — французько-італійський кримінальний трилер 2009 року, поставлений режисером Лораном Тюелем з Жаном Рено та Гаспаром Ульєлем у головних ролях.

## Сюжет
Клан Малакян, родина вірменських гангстерів, курує злочинним світом на півдні Франції. На чолі клану — хрещений батько Міло Малакян (Жан Рено), що жорстоко керує своїм світом. Його син і спадкоємець Антон (Гаспар Ульєль) мріє вирватися з цього оточення, щоб жити й кохати просту дівчину Елоді (Ваїна Джоканте), та вчиняти так, як він сам бажає. Але правлячі кола мафії вже по лікоть у крові. Щоб утекти, не тільки Антон повинен боротися зі своєю долею, але й людина, що заприсяглася прибрати його батька — інспектор Соньє (Самі Буажила).

## У ролях
| • Жан Рено            | … | Міло Малакян    |
| • Гаспар Ульєль       | … | Антон Малакян   |
| • Ваїна Джоканте      | … | Елоді           |
| • Самі Буажила        | … | інспектор Соньє |
| • Ісаак Шаррі         | … | Руді            |
| • Альберто Джиміньяні | … | Еміліо          |
| • Ерік Чальє          | … | Міссак          |
| • Джуліан Негулеско   | … | Данієль         |
| • Франко Тревізі      | … | Френк           |
| • Альбер Гольдберг    | … | Бедік           |

## Знімальна група
- Автори сценарію — Лоран Тюель, Симон Мутайру, Лорен Тернер
- Режисер-постановник — Лоран Тюель
- Продюсери — Крістін Гозлан, Ален Терзян
- Виконавчий продюсер — Франсуа-Ксав'є Декраєн
- Оператор — Лоран Машуель
- Композитор — Ален Кремські
- Монтаж — Меріон Монестьє
- Художник-постановник — Карлос Конті
- Художник по костюмах — Паскалін Шаванн
- Художник-декоратор — Сесіль Ватело
- Артдиректор — Стефані Крессен